# Delphacodes walkeri
Delphacodes walkeri är en insektsart som beskrevs av Metcalf 1943. Delphacodes walkeri ingår i släktet Delphacodes och familjen sporrstritar.
Artens utbredningsområde är Egypten. Inga underarter finns listade i Catalogue of Life.